# Marguerite de Vaudémont
Pour les articles homonymes, voir Marguerite (prénom).
Marguerite de Vaudémont, née vers 1305, morte en 1333, était fille d'Henri III, comte de Vaudémont et d'Isabelle de Lorraine.
Elle épousa en 1323 Anseau de Joinville (1265 † 1343), sire de Joinville, veuf de Laure de Commercy dont il avait une fille. Fils du  chroniqueur de Saint Louis et proche conseiller des rois Philippe V et Philippe VI de France, il était âgé d'environ 60 ans  et de 40 ans, l'aîné de son épouse. 
Ils eurent :
- Henri V (1327 † 1365), comte de Vaudémont et seigneur de Joinville épouse en 1347 Marie de Luxembourg-Ligny
- Isabeau, mariée en juin 1348 avec Jean de Vergy († 1370), seigneur de Mirabeau.
- Mathilde, mariée avec Charles, seigneur de Haraucourt et de Louppy.

## Sources
- Michel François, Histoire des comtes et du comté de Vaudémont des origines à 1473, Nancy, Imprimeries A. Humblot et Cie, 1935, 459 p. [détail des éditions]